# Приволля-1
Приволля-1 (біл. Прыволле-1) — селище в Оздзелинській сільраді Гомельського району Гомельської області Білорусі.

## Географія

### Розташування
В 7 км від залізничної станції Лазурна (на лінії Жлобин — Гомель), 14 км на північний захід від Гомеля.

## Гідрографія
Ріка Беличанка (притока річки Уза).

## Транспортна мережа
Планування складається з прямолінійної широтної вулиці, забудованій дерев'яними будинками садибного типу.

## Історія
Засноване на початку XX століття переселенцями з сусідніх сіл. У 1926 році працював поштовий пункт, в Оздзелинській сільраді Уваровицького району Гомельського округу. У 1931 році жителі вступили до колгоспу. У 1959 році в складі колгоспу «Червоний маяк» (центр — село Роги).

## Населення

### Чисельність
- 2004 — 11 господарств, 19 жителів.